# Amiamoci in fretta
Amiamoci in fretta è un romanzo umoristico, poliziesco, fantastico e avventuroso di Achille Campanile, pubblicato per la prima volta in volume nel 1933.

## Trama
Il Narratore e il suo anziano maggiordomo Battista, in difficoltà finanziarie, pensano di andare a cercar fortuna in America, approfittando di un passaggio sulla nave del capitano Whititterly, caro amico dello zio del Narratore, Capecelatro, scomparso in un naufragio molti anni prima. Saranno con loro anche altri due amici del povero Capecelatro: il principe Capistrelli, angustiato perché si sta convincendo di essere uno iettatore; e il finanziere Hatchinson. Quest'ultimo ha una nipote, Genzianella – di cui il Narratore si innamora, ricambiato, a prima vista – e un cane poliziotto, Snob, che comunica con gli umani mediante un complesso sistema di cartelli. Lo scopo del viaggio sarà la lucrosa esportazione di 20 milioni di palloncini colorati. Ma prima della partenza Hatchinson scompare, rapito da un misterioso individuo che si firma "Il Filantropo Integrale" e che aiuta la gente a sbarazzarsi in modo radicale dei propri problemi facendola sparire o uccidendola.
Sul "Fulminante VIII", la nave del capitano Whititterly (che ha perso in altrettanti naufragi i sei precedenti "Fulminante"), si imbarcano – insieme al Narratore, a Genzianella, al maggiordomo Battista e al principe Capistrelli – anche il celebre investigatore Cozzolino, travestito da turista barbuto, e il cane Snob, travestito  da spinoncino, ma un biglietto annuncia che c'è anche il Filantropo Integrale. Quest'ultimo rapisce momentaneamente anche il detective Cozzolino, travestendosi poi da lui (sempre che non sia l'abile Cozzolino a essersi travestito da Filantropo Integrale).
Quando il "Fulminante VIII", dopo aver centrato in pieno uno scoglio, inizia ad affondare, tutti cercano riparo sulle scialuppe di salvataggio, ma restano a bordo Capistrelli (che si convince di essere stato lui, da iettatore, a provocare l'incidente), il Narratore, Genzianella e il maggiordomo Battista travestito da vecchia signora (nella speranza, vanificata dai troppo lunghi preparativi, di avere la precedenza nelle scialuppe di salvataggio). Poiché la nave sta lentamente ma inesorabilmente colando a picco e i suoi ultimi occupanti hanno davanti a sé poche ore di vita, il Narratore e Genzianella si fanno sposare in articulo mortis dal fedele Battista.
Ma il piroscafo, anziché affondare, viene sollevato dai suoi 20 milioni di palloncini in cielo e spinto dal vento sull'isola di Hermosa, dove si sta celebrando il compleanno – che cade in realtà tre o quattro volte al mese, per esplicito volere del festeggiato – del re Armando I ed Ultimo della Serie.
I quattro morituri sono salvi e vengono calati sull'isola, dove sono approdati anche gli altri naufraghi del "Fulminante VIII". Genzianella e il Narratore, appena sposati, litigano e divorziano, ma vengono subito risposati dal re Armando, burlone amante dei giochi di parole, che ha rinominato le strade del proprio regno e cerca qualcuno da sposare in Via Provvisoria. Il narratore si permette di disubbidire al re e viene assunto dal sovrano come Gran Disubbidiente; la regina Isabella si invaghisce di lui, mentre re Armando litiga a causa dell'ennesimo gioco di parole con il vicino di regno, Norberto il Permaloso, che gli dichiara guerra. Il Narratore e Genzianella divorziano di nuovo e vengono condannati alla ghigliottina.
Arrivano le truppe di Norberto il Permaloso ed è guerra, combattuta in forma di battaglia navale (nel senso di gioco); ma un uomo che stava riposando protesta per il troppo rumore e la guerra immediatamente cessa. Intanto il re, la regina, i dignitari di corte e molti altri uomini e donne sono colpiti da una strana malattia che consiste nel produrre musica ad ogni movimento e che si trasmette attraverso baci legittimi e, soprattutto, illegittimi. Quanto all'ispettore Cozzolino e al capitano Whititterly, stanno per essere offerti in sacrificio dai seguaci del dio Visnù, ma si scopre che il dio è nientemeno che il maggiordomo Battista, scambiato per dio quando lo hanno visto scendere dal cielo. Scoperto l'inganno, tutt'e tre finiscono in prigione e vengono anche loro condannati a morte.
Sulla ghigliottina, il Narratore e Genzianella si sposano per la terza volta, di nuovo in articulo mortis, ma sul più bello la loro esecuzione e quella dei loro compagni di naufragio viene sospesa. Il re Armando è infatti il vecchio zio Capecelatro, che molti anni prima era scampato al naufragio e che ha riconosciuto nel Narratore, per via di un cannocchiale, il nipote. Quest'ultimo, la neo-moglie e tutti i vecchi amici vengono ricevuti a corte tra mille onori, ma il Narratore e Genzianella litigano di nuovo e, non essendo più in pericolo di vita, divorziano per la terza volta. Intanto la malattia musicale si è rapidamente diffusa, trasmessa da baci illegittimi, in tutto il regno.
I naufraghi decidono di ripartire, portandosi appresso anche Armando / Capecelatro che è stufo di fare il re. Mancherebbero all'appello soltanto Cozzolino e il Filantropo Integrale, ma si scopre che sono la stessa persona, ossia il finanziere Hatchinson scomparso all'inizio del romanzo. Il Narratore e Genzianella si promettono di risposarsi; il principe Capistrelli, ancora convinto di essere uno iettatore e non avendo capito che tutti gli incidenti da lui provocati hanno portato ricchezza e fortuna alle loro vittime, si suicida con un colpo di pistola.
Arriva un nuovo personaggio, che dovrebbe portare nel romanzo elementi nuovi, ma è troppo tardi: «il romanzo è chiuso e non si entra più».

## Genere letterario e giudizi d'epoca
Romanzo umoristico, fantastico e avventuroso, Amiamoci in fretta è anche un romanzo poliziesco e al tempo stesso una parodia dei romanzi polizieschi, come afferma all'inizio lo stesso Campanile e come fece notare già una delle prime recensioni, apparsa sulla Gazzetta del Popolo il 4 ottobre 1933, in cui lo si definiva tra l'altro uno dei romanzi più divertenti del suo autore. «Si sta parlando di uno di quei libri gialli che non vi faranno dormire? Anche il romanzo di Achille Campanile non vi farà dormire. [...] Da una parte l'umorismo campanilesco che entra in funzione in pieno e infila via una dietro l'altra le sue trovate bizzarre delle quali il lettore va a caccia di pagina in pagina; dall'altra la vicenda per se stessa che assume fin dal primo capitolo un carattere sensazionale e promette le più strane sorprese. Tutti gli ingredienti del romanzo giallo novecentesco e del vecchio romanzo d'avventure vi sono largamente impiegati, al servizio della fantasia comica».

## Storia editoriale e curiosità
Amiamoci in fretta apparve dapprima a puntate sulla Gazzetta del Popolo di Torino, nel supplemento umoristico del sabato, "Fuorisacco". Dopodiché fu pubblicato in volume da Mondadori nel 1933 (seguiranno edizioni Rizzoli e Bompiani).
Il romanzo inizia con un elenco dei "personaggi principali", accompagnata però da un appunto dell'autore: «Veramente quest'indicazione, necessaria nelle commedie, è inutile nei romanzi; ma ora va pigliando piede in quelli polizieschi. Questo è anche un romanzo poliziesco e non vuol essere da meno degli altri, in fatto di "indicazioni inutili"».
Achille Campanile era amico di Galeazzo Ciano, genero di Benito Mussolini e sottosegretario alla stampa e alla cultura, e racconta nei suoi diari che Amiamoci in fretta suscitò le ire del Duce per via del titolo: era infatti in corso la campagna demografica del regime fascista e l'invito del titolo ad amarsi "in fretta" fu visto come gravemente controproducente. Pare che sia stato lo stesso Ciano a placare l'ira di Mussolini spiegandogli che fare l'amore "in fretta", senza prendere precauzioni e senza complicazioni sentimentali, era il modo migliore per dare figli alla patria.
È tuttavia possibile che il romanzo infastidisse il Fascismo non soltanto a causa del titolo. Campanile si considerava un apolitico e non assunse mai, né durante il Fascismo né dopo, posizioni politiche precise e identificabili; ma nel regime dell'Isola felice di Hermosa, dove si condanna la gente a morte con leggerezza e tutti i cittadini devono sottostare agli umori e ai capricci del loro re, qualcuno avrebbe potuto intravedere una satira – sia pure involontaria e non politica in senso stretto – dell'Italia fascista.
Sulla copertina della riedizione Rizzoli del 1962, riveduta dallo stesso Campanile, il romanzo viene presentato «con disegni e musiche dell'Autore». Già nell'edizione originale del 1933, in effetti, il testo era inframmezzato – nei capitoli sul Regno di Hermosa – da note musicali (organizzate in vere e proprie melodie).